# Caldera
En caldera er en kraterlignende formation, der fremkommer, når en vulkan synker sammen efter et stort udbrud.
Ordet "caldeira" stammer fra portugisisk og betyder kedel.

## Opståen
En caldera opstår fra en vulkan således:
- Først går vulkanen i kraftigt udbrud, hvorved store mængder magma fra vulkanens indre sendes ud.
- Når magmakammeret er tømt, er vulkanen kun en tynd skal ovenpå et kæmpe hul i vulkanens indre.
- Vulkanen synker sammen, og der dannes en bjergring rundt om den.
- Hvis magmastrømmen under vulkanen fortsætter, kan processen begynde forfra, og der kan dannes nye bjergringe inde i den yderste caldera.

## Størrelse
Calderaer er temmelig store, ofte flere kilometer i diameter og kaldes i så fald supercaldera eller megacaldera og i så fald er årsagen til krateret som regel en supervulkan.

## Calderaer − væsentlige
Nogle væsentlige calderaer er:
- Ngorongoro – Tanzania,
- La Garita Caldera – sydvestlige Colorado, USA
- Yellowstone Caldera – nordvestlige Wyoming, USA
- Crater Lake – Oregon, USA
- Santorini – Ægæiske hav
- Tobasøen – nordlige Sumatra, Indonesien
- Campi Flegrei – vest for Napoli, Italien

### Calderaer - rummet
Calderaer på Venus, Mars, Månen og Jupiters måne Io er imponerende i deres store antal og størrelse.